# 몽제네브르 고개
몽제네브르 고개(프랑스어: Col de Montgenèvre, 이탈리아어: Passo del Monginevro, 해발 1,860m)는 이탈리아에서 2km 떨어진 프랑스의 코티엔 알프스에 있는 고개이다.

## 개요
고개의 이름은 인근에 있는 몽제네브르(오트잘프주) 마을에서 따온 것이다. 그것은 상부 듀랑스강 계곡의 브리앙송을 수사 계곡과 피에몬테주의 토리노 광역시에 있는 체사나 토리네세와 수사 코무네를 연결한다.
몽제네브르 고개는 중요한 도로 연결이며, 겨울에도 계속 개방된다. 그 중요성은 항상 프랑스와 이탈리아 사이의 알프스 주요 산맥의 주요 교차점 중 가장 낮다는 사실에 있다.

## 역사
그나이우스 도미티우스 아헤노바르부스가 도미티아 가도 도로 건설을 시작했을 때인 기원전 118년 이전에 로마인들에게 알려졌으며, 이 도로가 통과 지점에서 종료되었다. 폼페이우스는 기원전 77년에 스페인으로 원정할 때 그것을 사용했고, 더 유리한 경로를 열었다고 주장했다. 나중에 율리우스 카이사르가 갈리아로 여행할 때 사용했으며, 로마 이탈리아와 남부 갈리아 또는 스페인 사이를 여행하는 주요 경로가 되었다.
몽제네브르 고개는 론강 계곡에서 이탈리아로 원정했던 한니발의 유명한 알프스산맥을 통과 하는 가능한 경로로 간주된다.
이 통로를 통해 프랑스의 샤를 8세는 1494년 9월 그의 군대를 이끌고 나폴리 왕국을 점령하기 위해 가는데, 이는 훗날 이탈리아 전쟁으로 알려진 이탈리아반도 위아래로 65년 간의 간헐적인 전쟁을 촉발할 것이다.
알프스의 이 부분에서 가장 낮은 고개의 전략적 중요성으로 인해 브리앙송 및 야누스 요새와 같은 여러 요새가 건설되었다.

## 투르 드 프랑스
몽제네브르 고개는 투르 드 프랑스에 10번 등장했다.